# Knopvorming
Knopvorming treedt op bij verschillende organismen en kan leiden tot groei, vegetatieve vermeerdering en generatieve vermeerdering. Kenmerkend voor knopvorming bij eencelligen is dat de dochtercel aanvankelijk kleiner is dan de moedercel. Dit in tegenstelling tot binaire deling, waarbij beide dochtercellen even groot zijn.

## Bacteriën
De meest voorkomende wijze van vermenigvuldigen bij bacteriën is door binaire deling. Planctomycetales vermeerderen zich door knopvorming. Het is een orde van obligaat aerobe bacteriën, die voorkomen in brak, zout en zoet water.

## Schimmels

### Gisten
Biergist (Saccharomyces cerevisiae) plant zich, net als de meeste andere gisten, vooral vegetatief voort door knopvorming. Op het celmembraan ontstaat een uitstulping, een knopje, dat groeit. De celkern deelt zich en een van de beide kernen verhuist naar de knop. Hierna snoert de knop zich af. Dit proces treedt onder optimale omstandigheden iedere 80 minuten op. Geslachtelijke voortplanting met uitwisseling van genetisch materiaal tussen twee gistcellen is ook mogelijk.

### Ascomyceten
Schimmels, die behoren tot de orde Taphrinales van de ascomyceten, vormen ascosporen die zich vermeerderen door knopvorming.

## Hydra's
Als er een overvloed aan voedsel is vermeerderen vele hydra's, zoals zoetwaterpoliepen, zich vegetatief door knopvorming in hun lichaamswand. De knoppen groeien uit tot mini-volwassenen (larven) en breken af van het moeder-individu als ze volgroeid zijn.

## Planten
Planten vormen knoppen, zoals eindknoppen en zijknoppen, bladknoppen, gemengde knoppen en bloemknoppen, die als ze uitlopen nieuwe scheuten en bloeiwijzen kunnen geven.